# Keiichirō Hirano
Keiichirō Hirano (?, 平野 啓一郎, Hirano Keiichirō; Gamagōri, 22 giugno 1975) è uno scrittore giapponese.

## Biografia
Nato a Gamagōri, prefettura di Aichi nel 1975 e cresciuto a Kitakyūshū, si è laureato in legge all'Università di Kyōto.
Ha esordito nel 1998 con il romanzo Nisshoku, bestseller con oltre 400000 copie vendute, vincendo a soli 23 anni (tra i più giovani premiati) il prestigioso Premio Akutagawa ispirandosi nei suoi primi scritti ai classici come Yukio Mishima.
In seguito ha pubblicato numerosi romanzi e alcune opere di saggistica oltre a raccolte di interviste e i suoi libri sono stati tradotti in varie lingue.
Membro dal 2008 della giuria del Mishima Yukio Prize, nel 2005 ha vissuto per un anno a Parigi come Ambasciatore Culturale e nel 2014 è stato nominato Cavaliere dell'Ordine delle arti e delle lettere. Nel 2018 ha vinto il Premio Yomiuri-bungaku con Aru otoko, da cui è stato tratto un film nel 2022.

## Opere principali
- Nisshoku (1998)
- Racconto di una luna (Ichigetsu monogatari, 1999), Torino, Lindau, 2021 traduzione di Laura Testaverde ISBN 978-88-335-3534-0.
- Sōsō daiichibu (2002)
- Saigo no henshin (2003)
- Shitatariochirutokeitachinohamon (2004)
- Monokuroumu no machi to shi-ri no on'na (2006)
- Dōn (2009)
- Kūhaku o mitashi nasai (2011)
- Dopo lo spettacolo (Machine no owari ni, 2016), Torino, Lindau, 2019 traduzione di Laura Testaverde ISBN 978-88-335-3063-5.
- Aru otoko (2017)

## Premi e riconoscimenti
- Premio Akutagawa: 1998 vincitore con Nisshoku
- Bunkamura Prix des Deux Magots: 2009 vincitore con Dōn
- Premio Yomiuri-bungaku: 2018 vincitore con Aru otoko